# 曲克芦丁
曲克芦丁是一种有机化合物，化学式C
33H
42O
19，属于羟乙基芦丁，一类芦丁（也叫芸香苷，是黄酮醇槲皮素与芸香二糖形成的糖苷）衍生物，存在于国槐（Styphnolobium japonicum）等植物中，可作为抗出血药，能减少高胆固醇饮食引起的活性氧类。